# Bulletin for the History of Chemistry
Bulletin for the History of Chemistry (abrégé en Bull. Hist. Chem.) est une revue scientifique semestrielle à comité de lecture qui publie des articles dans le domaine de l'histoire de la chimie.
La revue est éditée par la division History of Chemistry de l'American Chemical Society. Actuellement[évasif], le directeur de publication est Carmen J. Giunta (Le Moyne College, États-Unis).